# 梁嬴
梁嬴（?—?），晋惠公的夫人，晋怀公圉、妾母亲。其父梁国国君梁伯。
晋惠公在梁国，梁伯把女儿嫁给他。梁嬴怀孕，过了预产期。卜招父父子占卜，卜招父的儿子说：“要生一男一女。”卜招父说：“对。男的为人奴，女的为人婢。”所以男孩取名叫圉，女孩取名叫妾。圉到秦国作人质，妾在秦国作了侍女。